# Son House
(Son House in un'intervista)
Eddie James House , Jr., detto Son (Riverton, 21 marzo 1902 – Detroit, 19 ottobre 1988), è stato un cantante e chitarrista statunitense di musica blues. Figura predominante del genere delta blues, lo stile di House è risultato essere nel corso degli anni profondamente influente nel panorama musicale statunitense.

## Biografia
House nacque a Riverton, un piccolo paese distante due miglia da Clarksdale, nel Mississippi. Il padre, Eddie Sr., è un musicista, suona sia la tuba sia la chitarra insieme al fratello, fa parte della chiesa ma è anche un bevitore. In seguito, smette di bere e diventa diacono. All'età di sette-otto anni, dopo che i suoi genitori si separarono, Son House si trasferì con la madre a Tallulah (Louisiana). Nel 1915 incominciò una carriera di predicatore per la Chiesa battista. Nonostante la Chiesa fosse contraria alla musica blues e a tutto il mondo a essa connesso, House iniziò nel frattempo a interessarsi a questo genere musicale e si trasferì a Clarksdale dove, ispirato da Willie Wilson, imparò a suonare la chitarra. A partire dalla metà degli anni venti e sino al 1942, si esibì con Charley Patton, Willie Brown, Robert Johnson, Fiddlin' Joe Martin e Leroy Williams nell'area di Robinsonville, nel Mississippi e a nord di Memphis, Tennessee.
All'incirca nel 1927 House venne coinvolto in una controversia giudiziaria per aver ucciso un uomo; nonostante secondo la sua versione dei fatti egli avesse agito per autodifesa, in quanto l'uomo aveva cominciato a sparare all'impazzata in un juke joint ferendo lo stesso House a una gamba, quest'ultimo dovette scontare una pena detentiva nel carcere Parchman Farm nel Mississippi tra il 1928 e il 1929. 
Una volta uscito dal carcere, nel 1930 registrò del materiale per la Paramount Records e fra il 1941 e il 1942 per Alan Lomax per conto della Library of Congress. L'anno seguente si trasferì a Rochester, New York e per un lungo periodo si distaccò dal business musicale lavorando come operaio per la New York Central Railroad.
Venne riscoperto nella stessa Rochester nel giugno del 1964 da Nick Perls, Dick Waterman e Phil Spiro i quali, entusiasti del suo vecchio materiale, l'avevano ricercato invano per tutta l'area del delta del Mississippi decisi ad aiutarlo nel rilanciare la sua carriera. Dopo questo avvenimento, House si attivò per registrare del materiale per la CBS Records e si dedicò a tournée intensive negli Stati Uniti e in Europa. Nel 1964 si esibì al Newport Folk Festival, nel luglio 1965 al New York Folk Festival e nell'ottobre 1967 viaggiò per l'Europa con l'American Folk Blues Festival accanto a Skip James e Bukka White. Nell'estate del 1970 intraprese un'altra tournée in Europa, esibendosi tra l'altro al Montreux Jazz Festival; una registrazione relativa ai suoi concerti a Londra è stata inoltre distribuita dalla Liberty Records.
La malattia lo portò nel 1974 a decidere di ritirarsi nuovamente dalle scene per stabilirsi a Detroit, nel Michigan, città dove restò sino alla sua morte avvenuta nel 1988 a causa di un tumore alla laringe. È stato sepolto al Mount Hazel Cemetery a Detroit. I membri del Detroit Blues Society hanno in seguito tenuto dei concerti col fine di raccogliere fondi per porre un monumento sulla sua tomba. Nel corso della sua vita House è stato sposato cinque volte.

## Stile ed influenze
House spesso si serviva di un bottleneck e il suo stile musicale innovativo era caratterizzato da un ritmo forte, marcato e ripetitivo. Lo stile canoro invece ricordava quello delle chain gangs, i gruppi di prigionieri incatenati che dovevano svolgere lavori pesanti.
House ha influenzato ampiamente lo stile di musicisti del calibro di Muddy Waters e Robert Johnson. Curiosamente, nel corso degli anni sessanta fu proprio House che diffuse la leggenda secondo la quale Johnson aveva venduto la propria anima al diavolo in cambio della sua incredibile abilità musicale.
Più recentemente la musica di House è stata di grande influenza in rock band come i White Stripes, che tra l'altro hanno fatto una cover della sua canzone Death Letter includendola nell'album De Stijl e cantandola ai Grammy Awards del 2004. I White Stripes hanno inoltre campionato delle sezioni del brano di House, John the Revelator, nella loro canzone Cannon contenuta nell'album di debutto The White Stripes.

## Discografia
Registrazioni su dischi 78 giri

Registrazioni del 28 maggio 1930, a Grafton, Wisconsin, per la Paramount Records.
- Walking Blues (perduta fino al 1985)
- My Black Mama — Part I
- My Black Mama — Part II
- Preachin' the Blues — Part I
- Preachin' the Blues — Part II
- Dry Spell Blues — Part I
- Dry Spell Blues — Part II
- Mississippi County Farm Blues/Clarksdale Moan
- See That My Grave Is Kept Clean

Per la Library of Congress/Fisk University

Registrazioni effettuate nell'agosto del 1941, a Clack Store, vicino al Lake Cormorant, Mississippi:
- Levee Camp Blues (con Willie Brown, Fiddlin' Joe Martin, Leroy Williams)
- Government Fleet Blues (con Willie Brown, Fiddlin' Joe Martin, Leroy Williams)
- Walking Blues (con Willie Brown, Fiddlin' Joe Martin, Leroy Williams)
- Shetland Pony Blues (con Willie Brown)
- Camp Hollers (con Willie Brown, Fiddlin' Joe Martin, Leroy Williams)
- Delta Blues (con Leroy Williams)

Registrazioni del 17 luglio 1942, a Robbinsonville, Mississippi:
- Special Rider Blues (due take)
- Low Down Dirty Dog Blues
- Depot Blues
- American Defense
- Am I Right Or Wrong
- Walking Blues
- County Farm Blues
- The Pony Blues
- The Jinx Blues (No 1)
- The Jinx Blues (No 2)
- Interviste varie

Le registrazioni bootleg e le interviste si trovano su LP o CD.

### Singoli
- 1967 - The Pony Blues / The Jinx Blues, Part 1
- 1967 - Make Me a Pallet on the Floor (Willie Brown) / Shetland Pony Blues
- 1985 - Death Letter

### Altri Album
- The Complete Library of Congress Sessions (1964) Travelin' Man Cd 02
- Blues From The Mississippi Delta (W/ J.D. Short) (1964) Folkways Records
- The Legendary Son House: Father Of Folk Blues (1965) Columbia 2417
- In Concert (Oberlin College, 1965) Stack-O-Hits 9004
- Delta Blues (1941–1942) Smithsonian 31028
- Son House & Blind Lemon Jefferson (1926–1941) Biograph 12040
- Son House - The Real Delta Blues (1964-65 Recordings) Blue Goose Records 2016
- Son House & The Great Delta Blues Singers (With Willie Brown), Document Cd 5002
- Son House At Home: Complete 1969 Document 5148
- Son House (Library Of Congress) Folk Lyric 9002
- John The Revelator Liberty 83391
- American Folk Blues Festival '67 (1 Cut) Optimism Cd 2070
- Son House - 1965-1969 (Mostly Tv Appearances) Private Record Pr-01
- Son House - Father Of The Delta Blues: Complete 1965 Sony/Legacy Cd 48867
- Living Legends (1 Cut, 1966) Verve/Folkways 3010
- Real Blues (1 Cut, U Of Chicago, 1964) Takoma 7081
- John The Revelator - 1970 London Sessions Sequel Cd 207
- Great Bluesmen/Newport (2 Cuts, 1965) Vanguard Cd 77/78
- Blues With A Feeling (3 Cuts, 1965) Vanguard Cd 77005
- Son House/Bukka White - Masters Of The Country Blues Yazoo Video 500 :
- Delta Blues and Spirituals (1995)
- In Concert (Live) (1996)
- Live At Gaslight Cafe, 1965 (2000)
- New York Central Live (2003)
- Delta Blues (1941–1942) (2003) Biograph Cd 118
- Classic Blues from Smithsonian Folkways Smithsonian Folkways 40134 (2003)
- Classic Blues from Smithsonian Folkways, Vol. 2 Smithsonian Folkways 40148 (2003)
- The Very Best of Son House: Heroes of the Blues Shout! Factory 30251 (2003)
- Proper Introduction to Son House (2004) Proper
- Forever on My Mind (2022)